# 베트남의 배우 목록
다음은 베트남의 배우 목록이다.

## 가
- 깟프엉
- 꽁닌
- 꽝탕
- 꽝떼오

- 낌런

## 나
- 뉴꾸인
- 닌즈엉란응옥
- 녓끄엉

## 다
- 도티하이옌
- 딘또안
- 떤배오
- 떤오

## 라
- 란프엉
- 레꽁뚜언아인
- 레뚜언아인
- 레번
- 레부꺼우
- 레빈
- 레카인
- 레카인

- 르엉빅흐우
- 리냐끼
- 리타인타오
- 린후옌

## 마
- 마이투후옌
- 미떰
- 미주옌
- 민베오
- BB 민투이

## 바
- 바오쭝
- 부하아인
- 부호앙미
- 비엣찐
- 비엣흐엉

## 사
- 신디 타이따이
- 쑤언란

## 아
- 아인부
- 옌비
- 옌짱
- 오아인끼에우
- 옥타인번
- 응오타인반
- 응옥지엡
- 응우옌레볫아인
- 응우옌린응아
- 응우옌응옥오아인
- 응우옌짜인띤
- 응우옌피훙
- 응우옛아인

## 자
- 지엠리엔
- 지엠미
- 쩐룩
- 엘리 쩐
- 쪼니찌응우옌
- 쯔엉응옥아인

## 카
- 카인후옌
- 크엉응옥

## 타
- 타이호아
- 타인꾸이
- 타인남
- 타인디엔
- 타인응옥
- 타인투이
- 타인투이
- 타인투이
- 타인투이
- 타인항
- 투이리엔
- 투하
- 트엉띤

## 파
- 프억상
- 프엉타인
- 프엉타인
- 피타인번

## 하
- 하반쫑
- 하인투이
- 호끼엥
- 호아이린
- 호아히엡
- 호앙누언껌
- 호앙중
- 호응옥하
- 홍당
- 홍떠
- 홍번
- 홍아인
- 후인동
- 훙끄엉
- 흐엉타인
- 흐우응이아
- 히우히엔